# Cordillère australienne
La Cordillère australienne (en anglais : Great Dividing Range) est la seule chaîne de montagnes importante d'Australie. Elle s'étend de la pointe nord-est du Queensland aux monts Grampians, dans l'ouest du Victoria, en suivant la côte orientale à travers la Nouvelle-Galles du Sud et l'État de Victoria avant de tourner à l'ouest à l'extrémité du continent et enfin venir mourir dans l'immense plaine centrale.

## Géographie
Le plus haut sommet australien, le mont Kosciuszko (2 228 m), ainsi que toutes les zones de haute montagne de l'Australie continentale font partie de cette cordillère. Les zones les plus hautes sont connues sous le nom d'Alpes australiennes et se situent dans le Sud de la Nouvelle-Galles du Sud et dans l'Est du Victoria.
En fait, le terme de cordillère australienne est mal approprié, la chaîne de montagnes n'étant pas d'un seul tenant. Toutefois, elle sépare le bassin oriental des cours d'eau qui se jettent directement dans l'océan Pacifique sur la côte est de l'Australie, du bassin Murray-Darling où les rivières s'écoulent vers les plaines intérieures, en s'éloignant de la côte pour se jeter dans l'océan Indien dans la région d'Adélaïde (voir carte).
En certains endroits, tels que les montagnes Bleues, les Snowy Mountains (les « montagnes enneigées »), les Alpes victoriennes et les escarpements de l'est de la région de Nouvelle-Angleterre, les régions montagneuses forment une barrière importante. Dans d'autres lieux, les pentes sont douces et par endroits la cordillère est à peine perceptible.
Tandis que certains sommets atteignent des altitudes respectables (un peu plus de 2 000 mètres), l'âge de la cordillère et l'érosion expliquent que la plupart des montagnes ne sont pas sensiblement pointues et que pratiquement toutes les cimes peuvent être atteintes sans équipement d'escalade.

## Histoire
Au début de la colonisation européenne, les montagnes Bleues, la partie de la cordillère directement à l'ouest de Sydney, représentait une barrière impénétrable pour les colons, jusqu'en 1813, quand Gregory Blaxland, William Lawson et William Wentworth, trois propriétaires de terrains, réussirent à passer les montagnes.

## Activités
La plus grande partie de la cordillère est une succession de parcs nationaux ou autres réserves. Les parties basses sont utilisées pour la sylviculture, une activité qui est source de beaucoup de frictions avec les défenseurs de l'environnement. La cordillère est aussi la source de pratiquement tout l'approvisionnement en eau de l'Australie orientale, tant par les réserves des barrages humains que, par le  Grand Bassin Artésien, immense réserve naturelle d'eau souterraine.

### Protection environnementale
La plus grande partie de la Cordillère australienne est composée de parc nationaux et autres réserves :
- Parc national alpin – VIC
- Parc national de Bald Rock – NSW
- Parc national de Barrington Tops – NSW
- Parc national Baw Baw – VIC
- Parc national des Blue Mountains – NSW
- Parc national des Border Ranges – NSW
- Parc national Brindabella – NSW
- Parc national de la chaîne Brisbane – VIC
- Parc national Budawang – NSW
- Parc national Bunya Mountains – QLD
- Parc national de la montagne Burrowa-Pine – VIC
- Parc national Cathedral Rock – NSW
- Parc national Conondale – QLD
- Parc national Cunnawarra – NSW
- Parc national de la chaîne Dandenong – VIC
- Parc national Deua – NSW
- Parc national de Dharug – NSW
- Parc national de Gibraltar Range – NSW
- Parc national de Girraween – QLD/NSW
- Parc national des Grampians – VIC
- Parc national de la rivière Guy Fawkes – NSW
- Parc national de Heathcote-Graytown
- Parc national Kanangra-Boyd – NSW
- Parc national du Kosciuszko – NSW
- Parc national du lac Eildon – VIC
- Parc national de Lamington – QLD
- Parc national de Morton – NSW
- Parc national du Mount Buffalo – VIC
- Parc national de Mummel Gulf – NSW
- Parc national de Namadgi – ACT
- Parc national de Nattai – NSW
- Parc national de la Nouvelle-Angleterre – NSW
- Parc national Nowendoc – NSW
- Parc national des Oxley Wild Rivers – NSW
- Parc national de la Snowy River – VIC
- Parc national South East Forest – NSW
- Parc national de Springbrook- QLD
- Parc national Sundown – QLD
- Parc national Toonumbar – NSW
- Parc national Wadbilliga – NSW
- Parc national Washpool – NSW
- Parc national Werrikimbe – NSW
- Parc national Wollemi – NSW
- Parc national des Yarra Ranges – VIC

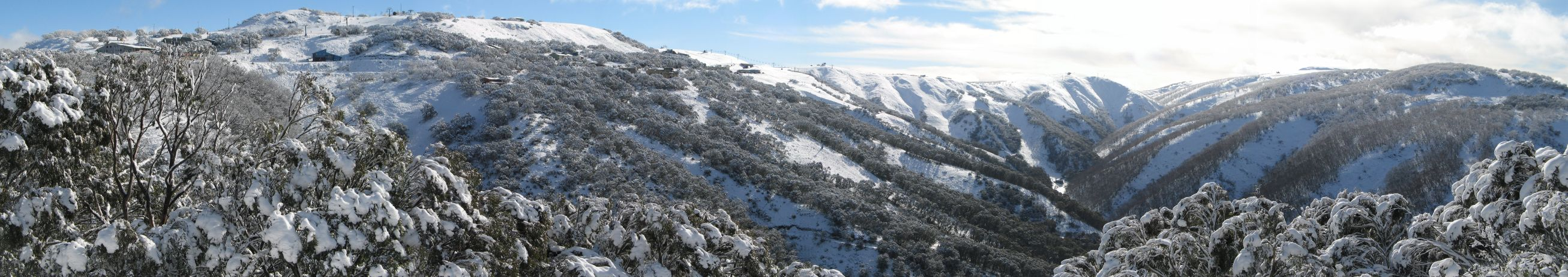
Les stations de ski vues du mount Hotham : le mount Higginbotham à gauche et le mount Loch à droite.

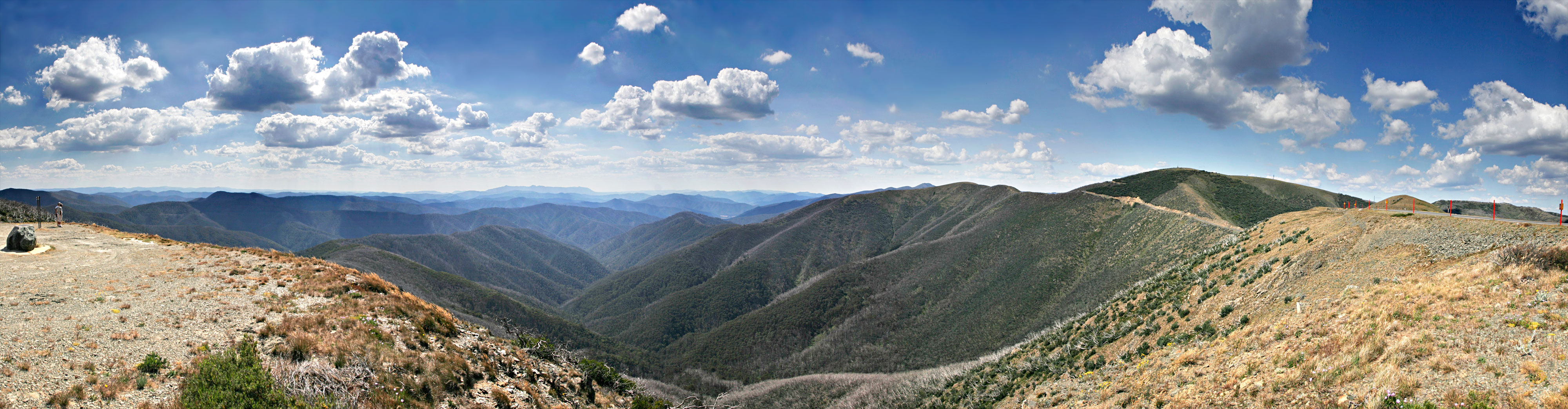
La Cordillère australienne dans la région du mount Hotham (1862 m) Victorian Alps, État de Victoria.

- Parc national Yengo – NSW